# مسجد بلال (آخن)
مسجد بلال هو مسجد بُني في مدينة آخن عام 1964 وافتتح عام 1967 على موقع أرض تبرعت بها الجامعة التقنية في آخن، وسمي باسم الصحابي بلال الحبشي. وهو خامس مسجد في ألمانيا بعد الحرب بعد مسجد برلين في برلين ومسجد عمر فضل في هامبورغ ومسجد النور في فرانكفورت والمركز الإسلامي في هامبورغ. ويعتبر مسجد بلال رائدا في الحوار بين الأديان.

## التاريخ
يعود تاريخ بناء المسجد إلى عام 1956. تم وضع حجر الأساس في 13. أيار/مايو 1964 وافتتح المسجد في وقت مبكر من عام 1967، على الرغم من أن البناء في هذا الوقت لم يكن مكتملا، حيث المئذنة والكثير من التفاصيل الداخلية كانت لا تزال تحت التخطيط. آخر عنصر تم إنشاؤه كانت مئذنة المسجد في عام 1971.
كانت قاعة الصلاة في الأصل تستوعب 150 إلى 180 شخصا، وبعد الترميمات بين عامي 1977 و 1980 صارت تستوعب 600 شخص (100 في المكان المخصص للنساء). تكلفة التوسعة حوالي مليون مارك ألماني من أجل توسيع المسجد تم تمويلها أساسا من مساهمات الأعضاء، وخاصة التبرعات من الداخل والخارج ولا سيما من العمال الأتراك وكذلك التبرعات من المنظمات.

## وصلات خارجية
- موقع مسجد بلال